# Psykomotorisk hämning
Psykomotorisk hämning är ett beteendesymtom som ofta förekommer vid psykoser och vid affektiva störningar (huvudsakligen humörpåverkande störningar) som innebär att den drabbades motoriska och mentala funktioner blir långsammare. Detta kan yttra sig i långsammare rörelser, nedsatt reaktionsförmåga, långsammare tal eller att känslomässiga reaktioner sker med en fördröjning. Det kan också ta sig uttryck i att handlingar som normalt sker automatiskt blir svåra att företa sig eller klara av, som att klä på sig, ta sig ur sängen, borsta tänderna eller svara i telefon.
Psykomotorisk hämning, liksom psykomotorisk agitation, förekommer vid katatona tillstånd. Det kan förvärras till mutism, stupor och apati.